# Jos Brabantstunnel
De Jos Brabantstunnel is een wegtunnel op de Frankrijklei, gelegen onder het Operaplein in de stad Antwerpen in België. De tunnel werd vernoemd naar Jos Brabants (1925-2018), zus van Jeanne Brabants. De tunnel loopt parallel met de Jeanne Brabantstunnel.
De tunnel verbindt het zuiden van de stad met het noorden. Het bouwwerk is 550 m lang, inclusief hellingen. De maximumhoogte bedraagt 2,90 m. In de tunnel geldt een maximumsnelheid van 30 km/h, die met trajectcontrole wordt gecontroleerd. De restanten van de Kipdorpbrug, onderdeel van de historische Spaanse omwalling rond Antwerpen, werden in het bouwwerk opgenomen.
De werkzaamheden werden aangevat in juni 2017. Het einde van de werken werd voorzien voor januari 2019, maar de oplevering liep vertraging op. De tunnel werd uiteindelijk op woensdag 20 mei 2020 plechtig geopend door Antwerps burgemeester Bart De Wever en schepen van Mobiliteit Koen Kennis. Het eerste ongeval in deze tunnel vond plaats op 20 mei 2020, louter enkele minuten na de opening. Sindsdien moest de tunnel al een zestigtal keren worden afgesloten door incidenten met te hoge voertuigen.
Bevrijdingstunnel · Blauwtorentunnel · Bolivartunnel · Jeanne Brabantstunnel · Jos Brabantstunnel · Craeybeckxtunnel · Frans Tijsmanstunnel · Gasthuistunnel · Jan De Vostunnel · Kennedytunnel · Krijgsbaantunnel · Liefkenshoektunnel · Sint-Annatunnel · Van Eycktunnel · Valaartunnel · Waaslandtunnel